# Довідник пам'яток архітектури і монументального мистецтва
Довідник пам'яток архітектури і монументального мистецтва (рос. Свод памятников архитектуры и монументального искусства) — науково-дослідний документ, що складає в Росії Державний інститут мистецтвознавства Міністерства культури РФ.

## Історія

### За часів СРСР
Усвідомлення про необхідність подібного довідника прийшла ще за часів СРСР — у 1968 р. Адже щоб зберігати, треба знати, що є і що випадково зберіглося після воєн, «культурної революції», розпродажу музейних збірок за кордон, масового знищення церков в панських садиб, торгівлі урядом СРСР книгами через фірму «Міжнародна книга» з державних, церковних і приватних бібліотек.
Російський «Довідник» за СРСР обмежувався тільки випадково збереженими пам'ятками архітектури і монументального мистецтва. В республіки відправили відповідні директиви про організацію спец. експедицій і розпочалася справа виявлення і пастортизації наявних на той час архітектурних пам'яток. Знищені — до довідника не вносили. Ентузіазму не було, а фінансування було малим. Справа за тридцять два (32) роки за часів СРСР до кінця 1990 р. не була завершена.
Наприкінці 1980-х цільове фінансування проекту припинилося взагалі.

### В сучасній Росії

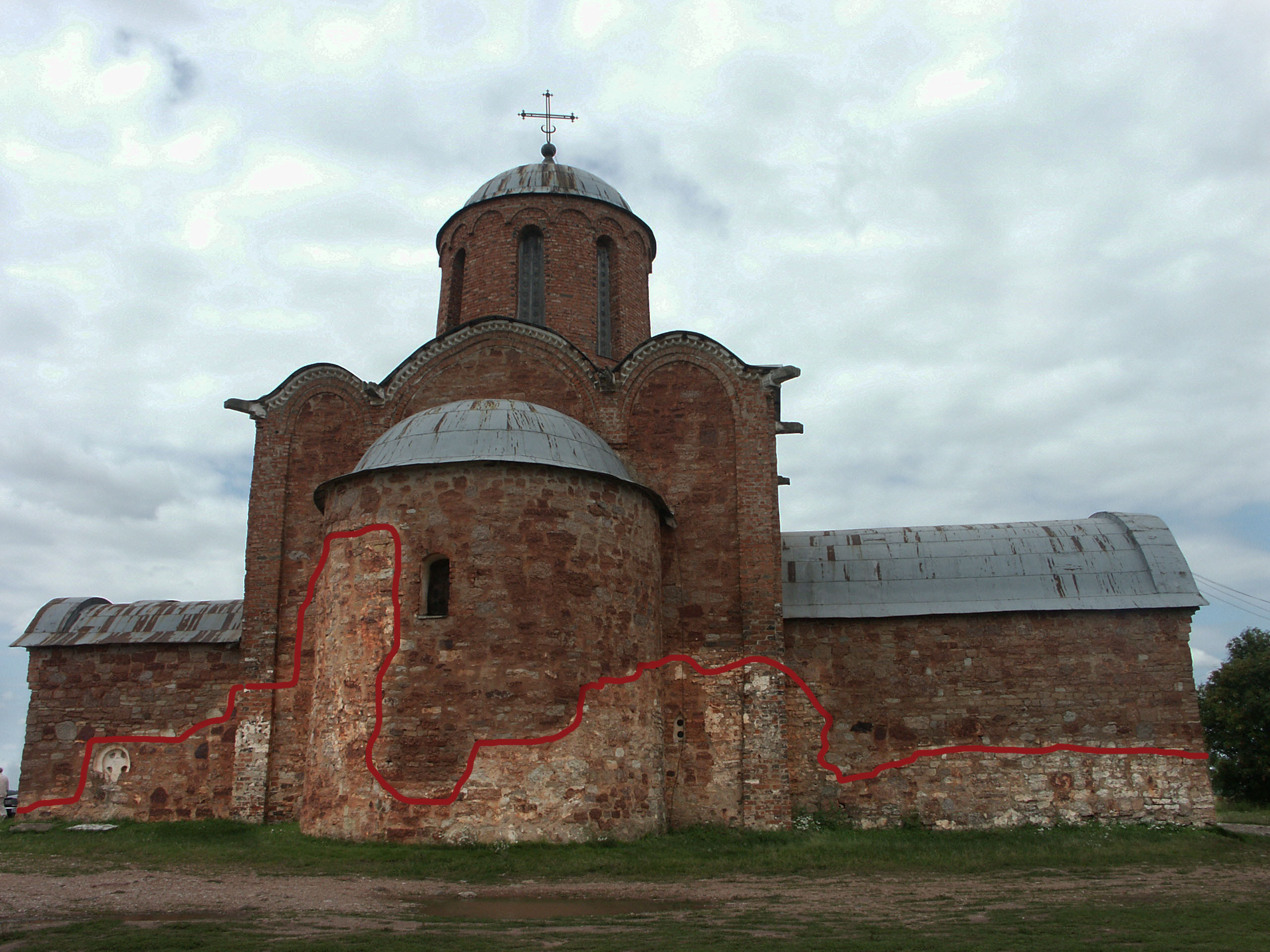
Церква Спаса на Ковальові, Новгород. Червоною стрічкою позначений кордон між оригінальними стінами будівлі і відновленими реставраторами, стан на 2008 рік.

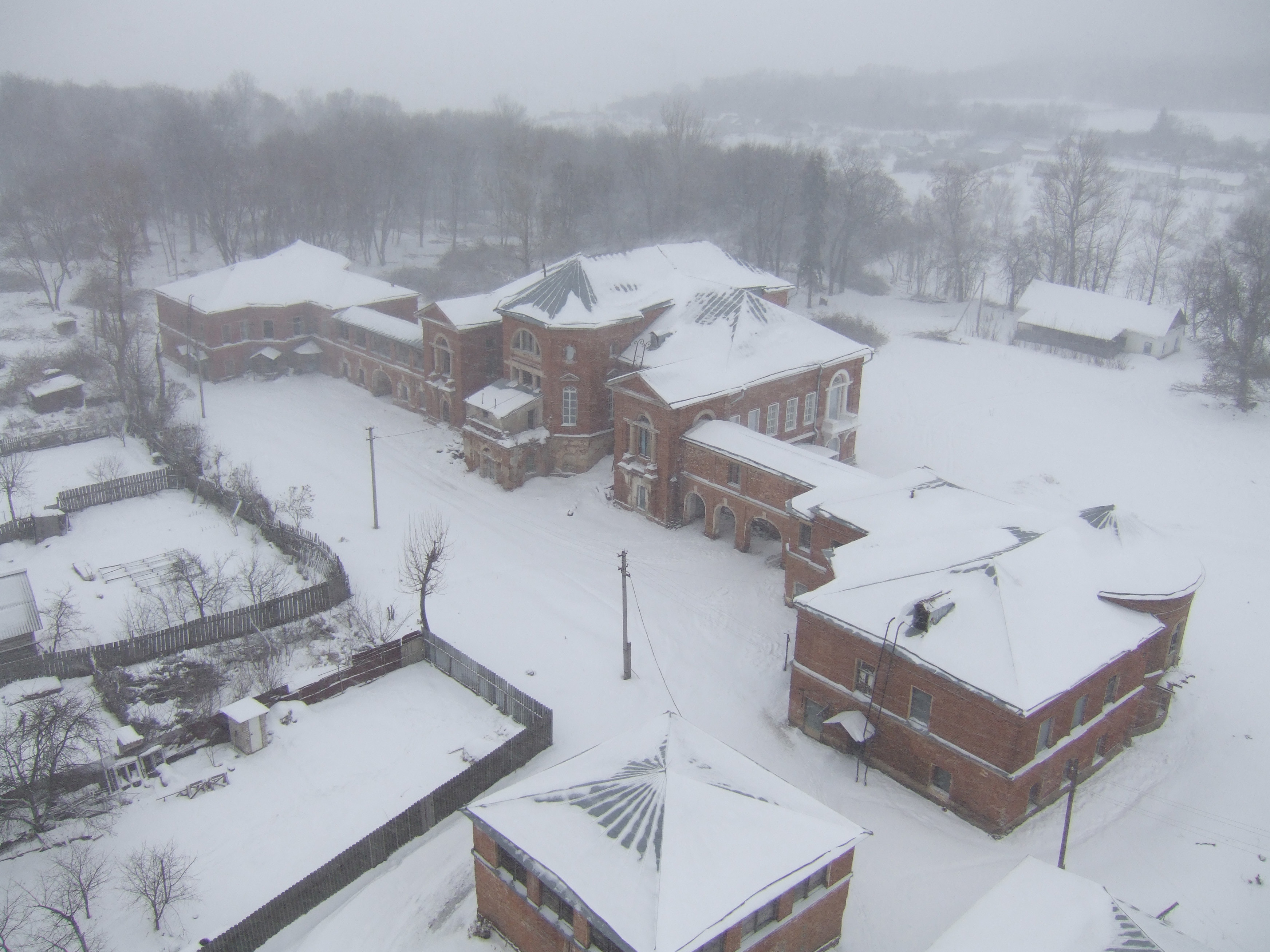
Садиба Полібіно взимку, Ліпецька обл.

Справа після розпаду СРСР поволі була відновлена невеличким відділом при Державному інституті мистецтвознавства, що не перевищував двадцяти науковців. На новому етапі зосередилися лише на пам'ятках Російської Федерації.
Серед працівників відділу -
- Всеволод Виголов
- Андрій Стєрлігов
- Аеліта Корольова
- Володимир Плужников
- Віталій Рудченко
- Ігор Русакомський тощо.

Вийшли з друку (до середини 2010 р.)
- Брянська обл. — 1 том
- Смоленська обл. — 1 том
- Рязанська обл. — 1 том
- Костромська обл. — 13 томів за сприяння губернської адміністрації. Для натурних експедицій та тематичних видань виділяють грошові гранти Мінкульт ВФ та два фонди — Російський фонд фундаментальних досліджень та Російський гуманітарний науковий фонд. Але гранти дають не щорічно.

Відділ організує тематичні виставки в Москві в Будинку ікони на вулиці Спирідоновка.